# Bursereae
Bursereae es una tribu botánica de plantas de flores perteneciente a la familia Burseraceae. Tiene los siguientes géneros.

## Géneros
- subtribu: Burserinae
  - Géneros:
- Bursera
- Commiphora

- subtribu: Boswelliinae
  - Géneros:
- Aucoumea
- Beiselia
- Boswellia
- Triomma
- Garuga